# Laura Pinski

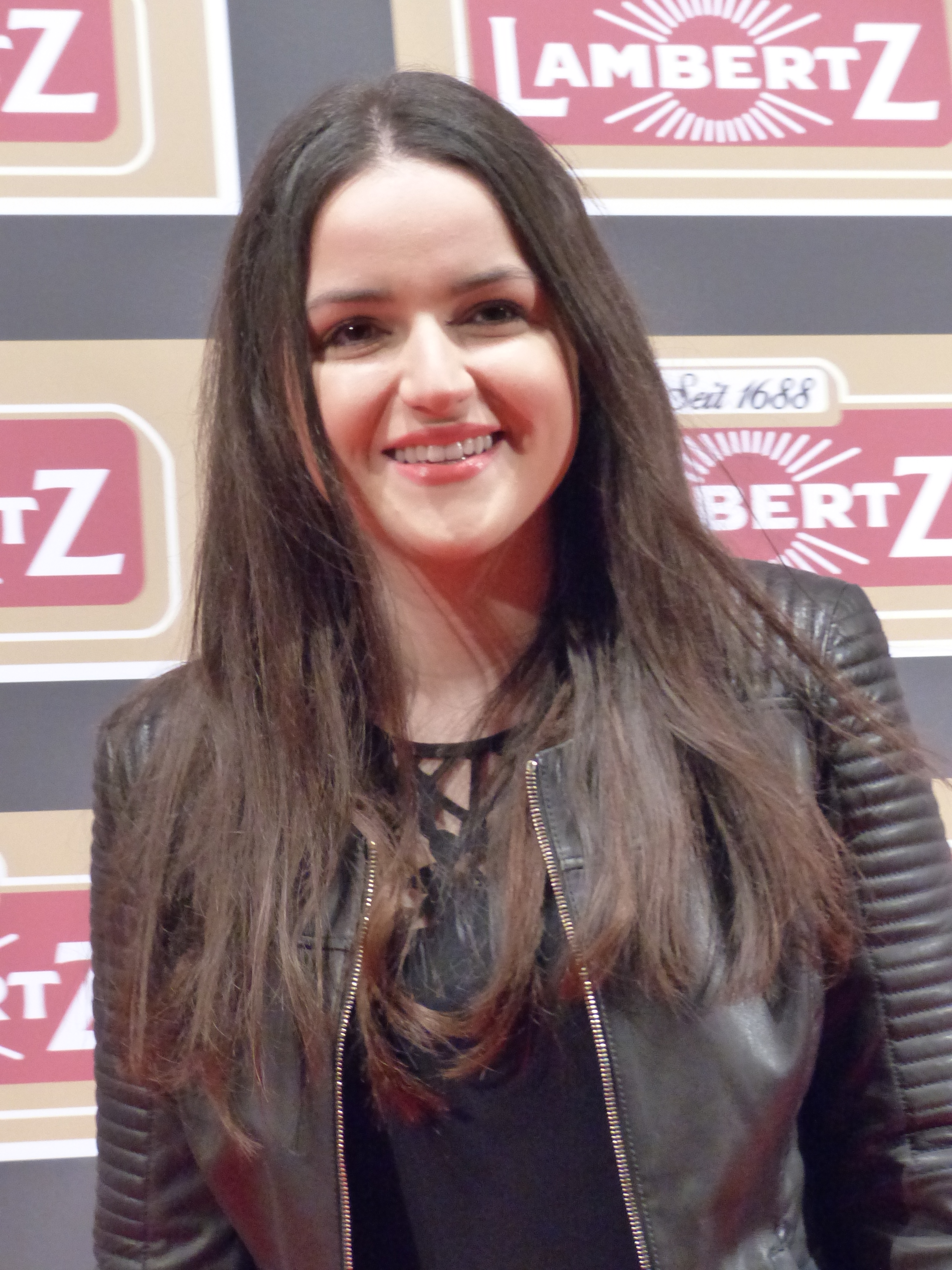
Pinski bei der Lambertz Night 2016 in Köln

Laura Pinski (* 30. August 1996 in Düsseldorf) ist eine deutsche Sängerin und Schauspielerin.

## Leben und Karriere

### Leben
Laura Pinski wurde am 30. August 1996 in Düsseldorf geboren. Ihre Eltern sind in den 1970er Jahren aus Polen nach Deutschland ausgewandert. Sie hat eine zehn Jahre ältere Schwester. Bereits in der Kindergarten- und Schulzeit nahm sie an Musik- und Theaterprojekten teil und stand auf der Bühne.

### Karriere
2009 spielte Pinski an der Seite von Patricia Kelly, Kristian Vetter und Werner Bauer im Musical Vom Geist der Weihnacht die Rolle der Anne im Capitol Theater (Düsseldorf). 
Am 29. September desselben Jahres eröffnete sie ihren YouTube-Kanal „Laura Pinski“ und lud dort schließlich am 6. Juli 2010 ihr erstes Video hoch, eine Coverversion des Liedes Beautiful von Christina Aguilera.
2012 nahm sie an der Castingshow Das Supertalent teil.  In der ersten Runde sang sie Beautiful von Christina Aguilera und qualifizierte sich für das Halbfinale, welches am 1. Dezember 2012 stattfand. Dort sang sie Read All About It von Emeli Sandé. Sie qualifizierte sich für das Finale und belegte mit Diamonds von Rihanna anschließend mit 8,30 Prozent aller Stimmen den fünften Rang.

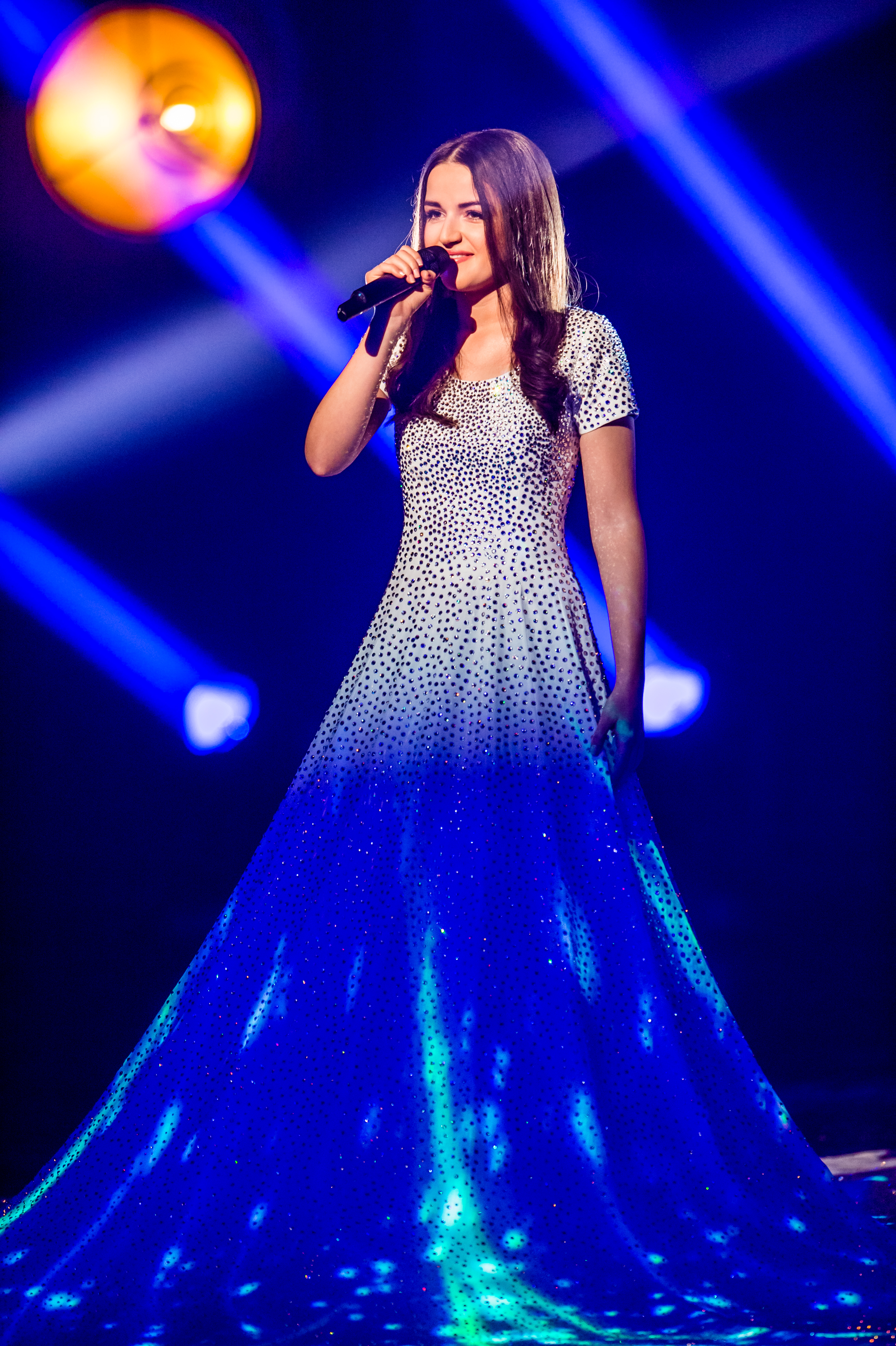
Pinski bei Unser Lied für Stockholm

Darüber hinaus trat Pinski am 25. Februar 2016 mit dem Lied Under The Sun We Are One, das von Ralph Siegel komponiert und von John O’Flynn getextet wurde, beim deutschen Vorentscheid des Eurovision Song Contest 2016 an und belegte den vierten Platz. In diesem Rahmen war sie auch am 21. Februar 2016 in Bettina Böttingers Talkshow Kölner Treff zu Gast.